# Törökszentmiklós
Törökszentmiklós – miasto we wschodnich Węgrzech, w komitacie Jász-Nagykun-Szolnok, przy linii kolejowej Budapeszt-Debreczyn. Liczy 22 700 mieszkańców (2005), powierzchnia wynosi 185,16 km² a gęstość zaludnienia 122,6 os./km².
W mieście rozwinął się przemysł maszynowy, metalowy oraz spożywczy.

## Bibliografia

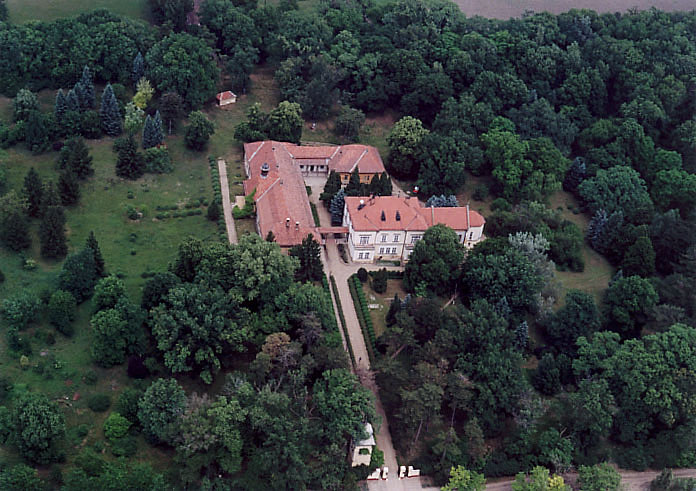
Pałac

## Miasta partnerskie
- Ryglice